# Béthincourt
Béthincourt – miejscowość i gmina we Francji, w regionie Grand Est, w departamencie Moza.
Według danych na rok 1990 gminę zamieszkiwało 25 osób, a gęstość zaludnienia wynosiła 2 osób/km² (wśród 2335 gmin Lotaryngii Béthincourt plasuje się na 1020. miejscu pod względem liczby ludności, natomiast pod względem powierzchni na miejscu 449.).